# Канк про Британію
«Канк про Британію» (англ. Cunk on Britain) — британський псевдодокументальний телесеріал 2018 року Чарлі Брукера з Даян Морґан у головній ролі репортерки Філомени Канк. Прем'єра відбулася на BBC Two 3 квітня 2018 року, а завершився серіал 1 травня 2018 року, після 1 сезону з 5 епізодів. У 2022 році його продовженням став схожий телесеріал «Канк про Землю».

## Сюжет
Філомена Канк, погано поінформована репортерка, переповідає історію Великої Британії. Найголовнішим елементом телевізійного серіалу є те, як Канк ставить химерні запитання експертам, включаючи Роберта Пестона, Ніла Олівера, Говарда Ґудалла, Томаса Голланда й Рональда Гаттона.

## Акторський склад
- Даян Морґан — Філомена Канк

## Епізоди
| № серії | Назва серії                                                | Оригінальна дата виходу |
| ------- | ---------------------------------------------------------- | ----------------------- |
| 1       | «Початок Beginnings»                                       | 3 квітня 2018           |
| 2       | «Імперія завдає удару у відповідь The Empire Strikes Back» | 10 квітня 2018          |
| 3       | «Третій епізод The Third Episode»                          | 17 квітня 2018          |
| 4       | «Потрясіння XX століття Twentieth Century Shocks»          | 24 квітня 2018          |
| 5       | «Задній кінець історії The Arse End of History»            | 1 травня 2018           |

## Фільмування
Знімання телесеріалу «Канк про Британію» розпочалося у вересні й тривали до жовтня 2017 року.

## Огляди
Ребека Ніколсон з The Guardian зазначає, що «Стиль інтерв'ювання Канк є водночас і родзинкою, і слабкістю проєкту. Закидання безглуздими запитаннями експертів мало успіх у “Screenwipe“ особливо добре працювало з британськими істориками-академіками, чия ввічливість і терпіння лише посилюють абсурд.
Анна Лешкевич з New Statesman стверджує: «Успіх Канк як героїні пов'язаний не з її загальним образом погано поінформованого мудреця, а з її химерними репліками».